# Paweł Szandrach
Paweł Szandrach es un deportista polaco que compite en piragüismo en la modalidad de aguas tranquilas. Ganó una medalla de bronce en el Campeonato Europeo de Piragüismo de 2013, en la prueba de K2 500 m.

## Palmarés internacional
| Campeonato Europeo | Campeonato Europeo          | Campeonato Europeo | Campeonato Europeo |
| Año                | Lugar                       | Medalla            | Competición        |
| ------------------ | --------------------------- | ------------------ | ------------------ |
| 2013               | Montemor-o-Velho (Portugal) | Medalla de bronce  | K2 500 m           |